# Pamięć ikoniczna
Pamięć ikoniczna – zaproponowana przez Ulricha Neissera (1967) nazwa na określenie wzrokowej pamięci sensorycznej opisanej w eksperymencie Sperlinga w 1960 roku. Jest to rodzaj pamięci wykorzystywanej do rozpoznawania bodźców wzrokowych prezentowanych przez bardzo krótki okres (np. rzędu 50 milisekund, górną granicę długości trwania bodźca szacuje się na 2 sekundy). Stanowi ona system pozwalający na przechowywanie informacji, nim zostaną one zakodowane w bardziej trwałej postaci (tj. w pamięci krótkotrwałej czy pamięci długotrwałej).